# Calvaire d'amour
Pour plus de détails, voir Fiche technique et Distribution.
Calvaire d'amour est un film français réalisé par Victor Tourjanski, sorti en 1923.

## Fiche technique
- Titre : Calvaire d'amour
- Réalisation : Victor Tourjanski
- Scénario : Victor Tourjanski et Nathalie Dermanou d'après le roman de Noëlle Bazan
- Photographie : Fédote Bourgasoff
- Décors : Alexandre Lochakoff
- Pays de production : France
- Format : Noir et blanc - 1,33:1 - Film muet
- Date de sortie : 1923

## Distribution
- Nathalie Lissenko : Hélène Brémond
- Charles Vanel : Georges Brémond
- Nicolas Rimsky : Lieutenant Raoul d'Ambreine
- Nicolas Koline : Dr Treillis
- Jeanne Bérangère : Veuve jadan
- Nathalie Kovanko : Mme. Treillis